# Machairodus
Machairodus is een geslacht van grote uitgestorven machairodontine sabeltandkatten dat in het Boven-Mioceen in Afrika en Eurazië leefde. De naam is afgeleid van het Grieks μάχαιρα, "sabel", en odous, "tand". Het is het geslacht waar de familie Machairodontidae zijn naam aan ontleent en was door de jaren heen een prullenbaktaxon geworden, waarin vele geslachten sabeltandkatten zijn verenigd en er nog steeds in worden geplaatst.

## Beschrijving
Over het algemeen was Machairodus qua grootte vergelijkbaar met een moderne leeuw of tijger, met twee meter lang en ongeveer een meter schouderhoogte. Het is bekend dat M. aphanistus uit het mediterrane Boven-Mioceen nogal tijgerachtig was qua grootte en skeletverhoudingen, met een massa van honderd tot tweehonderdveertig kilogram. Het was vergelijkbaar met de verwante Nimravides van Noord-Amerika. Het skelet geeft aan dat deze soort goede springcapaciteiten moet hebben gehad. M. alberdiae was een tijdgenoot van M. aphanistus in fossiele afzettingen van Cerro de los Batallones en was kleiner en primitiever in anatomische kenmerken en zou de honderd kilogram niet hebben overschreden. M. horribilis uit China is de grootste bekende soort van het geslacht en is in grootte vergelijkbaar met de veel latere Smilodon, met een gewicht van ongeveer vierhonderdvijf kilogram. De schedel, met een lengte van eenenveertig centimeter, is de grootste bekende schedel voor elke machairodont.
De nieuw beschreven M. lahayishupup uit Noord-Amerika was ook behoorlijk groot. Fossiele humerusbotten van zesenveertig centimeter die aan de soort worden toegeschreven, suggereren dat deze kat veel groter was dan een moderne leeuw, die een opperarmbeen van drieëndertig centimeter heeft. Er wordt aangenomen dat het vierhonderdtien kilogram woog. Tot de ontdekking was er geen echte soort die representatief was voor het geslacht Machairodus uit Noord-Amerika, omdat ze waren toegewezen aan andere geslachten, zoals Nimravides en Amphimachairodus. Zijn aanwezigheid in Noord-Amerika suggereert dat er ofwel een wijdverbreide populatie van dit geslacht van katten was in heel Afrika, Eurazië en Noord-Amerika, ofwel gelijktijdige gevallen van onafhankelijke evolutie in machairodonts op meerdere continenten tijdens het Mioceen.
Over het algemeen was de schedel van Machairodus merkbaar smal in vergelijking met de schedels van bestaande panterachtige katten en de oogkassen waren relatief klein. De hoektanden waren lang, dun en afgeplat van links naar rechts maar breed van voor naar achter als het lemmet van een mes, zoals bij Homotherium. De voorste en achterste randen van de hoektanden waren gekarteld toen ze voor het eerst groeiden, maar deze kartelingen waren versleten in de eerste paar jaar van het leven van het dier. Er werd echter aangetoond dat een schedel van M. horribilis vergelijkbaar is met bestaande panterachtigen in sommige schedelkenmerken, wat nieuw bewijs suggereert voor de diversiteit van dodelijke beten, zelfs binnen de grootste sabeltandcarnivoren, wat een extra mechanisme biedt voor de mozaïekevolutie die leidt tot functionele en morfologische diversiteit bij sabeltandkatten. Machairodus heeft waarschijnlijk gejaagd uit hinderlagen. Zijn benen waren te kort om een lange achtervolging vol te houden, dus het was waarschijnlijk een goede springer en gebruikte zijn hoektanden om de keel van zijn prooi open te snijden. Zijn tanden waren diep in de muil geplaatst en waren even beperkt in grootte als die in sommige verwante geslachten, in tegenstelling tot de meeste sabeltandkatten en nimraviden van die tijd, die vaak extreem lange hoektanden hadden die uit hun muil hingen. De tanden van Machairodus konden echter gemakkelijker in de bek passen, terwijl ze voldoende lang en effectief waren voor de jacht. Ondanks zijn grote omvang, het die vaak het beeld bepaalt dat men van Machairodus heeft, was M. horribilis beter uitgerust om relatief kleinere prooien te jagen dan Smilodon, zoals blijkt uit zijn gematigde vermogen de muil open te sperren van zeventig graden, vergelijkbaar met de gaping van een moderne leeuw.

## Ontdekkingen
Machairodus werd voor in 1832 benoemd door de Duitse natuuronderzoeker Johann Jakob Kaup. Hoewel de overblijfselen ervan sinds 1824 bekend waren, geloofde Georges Cuvier dat de fossielen afkomstig waren van een soort beer, die hij Ursus cultridens (tegenwoordig bekend als Megantereon) noemde op basis van een selectie van tanden uit verschillende landen, soorten en geologische leeftijden, leidend tot wat een lange reeks complicaties zou worden. Kaup herkende de tanden echter als die van katachtigen en benoemde de bestaande exemplaren onmiddellijk als Machairodus, inclusief M. cultridens. De naam werd snel geaccepteerd en tegen het einde van de 19e eeuw werden veel soorten katachtigen of gerelateerde feliformia (zoals Nimravidae) samengevoegd in het geslacht Machairodus, inclusief maar niet beperkt tot  onder andere Sansanosmilus, Megantereon, Paramachairodus, Amphimachairodus, Nimravides en Homotherium. Dit zou Machairodus uiteindelijk in een soort prullenbak veranderen, wat zou worden gecorrigeerd met de ontdekkingen van meer complete skeletten van andere machairodonten.

## Classificatie
De fossiele soorten toegewezen aan het geslacht Machairodus werden door Turner verdeeld in twee graden van evolutionaire ontwikkeling, waarbij M. aphanistus en de Noord-Amerikaanse Nimravides catacopis de meer primitieve rang vertegenwoordigen en M. coloradensis en M. giganteus de meer afgeleide rang vertegenwoordigen. De kenmerken van de meer geavanceerde graad omvatten een relatieve verlenging van de onderarm en een verkorting van het lumbale gebied van de wervelkolom om te lijken op dat bij levende panterachtige katten. Vervolgens kregen de meer afgeleide vormen een nieuw geslacht, Amphimachairodus, dat M. coloradensis, M. kurteni, M. kabir en M. giganteus omvat. Bovendien werd M. catacopsis opnieuw geclassificeerd als N. catacopsis.

## Paleobiologie
Studies van Machairodus geven aan dat de kat voornamelijk op zijn nekspieren vertrouwde om de dodelijke beet op zijn slachtoffers toe te passen. De halswervels vertonen duidelijke aanpassingen aan het maken van verticale bewegingen in de nek en schedel. Er zijn ook duidelijke aanpassingen voor precieze bewegingen, kracht en flexibiliteit in de nek, die compatibiliteit tonen met de bijtschaarbeettechniek die naar verwachting bij machairodontine katten werd uitgevoerd. Aangenomen wordt dat deze aanpassingen ook gedeeltelijke compensatie zijn geweest in deze primitieve machairodont tegen het hoge percentage hoektandbreuken dat in het geslacht wordt gezien.

## Paleoecologie
Machairodus leek de voorkeur te geven aan open boshabitats, zoals blijkt uit vondsten in Cerro de los Batallones, die van Vallesiaanse leeftijd is. Als een toproofdier in Batallones, zou hij idertijd op grote herbivoren hebben gejaagd. Zulke herbivoren zouden paarden kunnen zijn geweest zoals Hipparion, de hoornloze neushoorn Aceratherium, de giraffen Deccanatherium en Birgerbohlinia, de herten Euprox en Lucentia, de antilopen Paleoreas, Tragoportax, Miotragocerus en Dorcatherium, de gomphotheride mastodon Tetralophodon en het varken Microstonyx. Machairodus zou om een dergelijke prooi hebben gestreden met de amphicyonide Magericyon, machairodonten Promegantereon en Paramachairodus, beren zoals Agriotherium en Indarctos en de kleine hyaenide Protictitherium. Terwijl Agriotherium en Magericyon waarschijnlijk sterk concurrerend zouden zijn geweest met Machairodus voor voedsel, waren Promegantereon, Paramachairodus en Protictitherium waarschijnlijk minder potentiële rivalen. Er zijn ook aanwijzingen dat Machairodus mogelijk geneigd was tot een niche-verdeling met Magericyon, mogelijk in iets andere habitats, waarbij de machairodont de voorkeur geeft aan zwaardere vegetatieve habitats, terwijl de beerhond in de meer open gebieden jaagde. Dieetvoorkeuren hebben mogelijk ook een rol gespeeld in de coëxistentie tussen deze twee grote roofdieren in Batallones. M. horribilis was op basis van zijn kaakgaap, de grootste soort, waarschijnlijk een jager van relatief langzaam bewegende paarden.

## Pathologie
Machairodus aphanistus-fossielen uit Batallones onthullen een hoog percentage tandbreuken, wat aangeeft dat in tegenstelling tot latere machairodonten, Machairodus door een gebrek aan uitstekende snijtanden vaak zijn sabels gebruikte op een manier vergelijkbaar met moderne katten. Dit was een meer risicovolle jachttactiek die er vrijwel voor zorgde dat schade aan hun sabeltanden vaak optrad.

## Soorten
- M. alberdiae Ginsburg et al., 1981
- M. aphanistus Johann Jakob Kaup, 1832
- M. laskerevi Sotnikova, 1992
- M. pseudaeluroides Schmidt-Kittler, 1976
- M. robinsoni Kurtén, 1975
- M. horribilis Schlosser, 1903